# Franz Wilhelm Fickermann

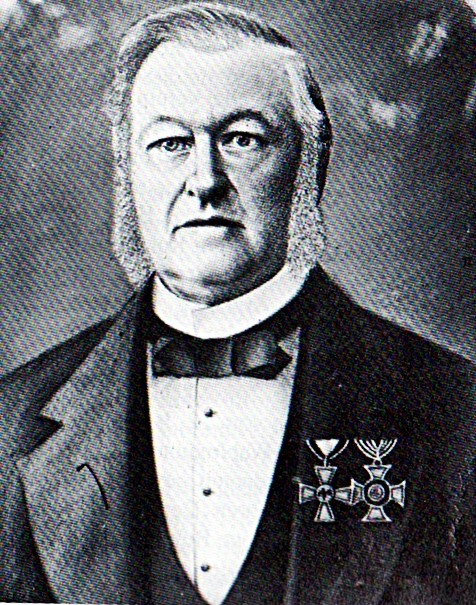
F. W. Fickermann

Franz Wilhelm Fickermann († Mai 1888 in Werl) war ein Bürgermeister der Stadt Werl im heute nordrhein-westfälischen Kreis Soest.
Fickermann war über 30 Jahre Bürgermeister. Wegen seiner Verdienste wählte der Rat der Stadt ihn 1881 zum Bürgermeister auf Lebenszeit. Er wurde 1858 in Bezug auf den Missbrauch der Portofreiheit erwähnt. Während des Kulturkampfes amtierte er als Repräsentant der Berliner Staatsregierung, was nicht immer unproblematisch im Umgang mit den Stadtverordneten und den Einwohnern war.
In der unmittelbaren Phase des Klosterkampfes, teilte er am 5. Januar 1875 dem Guardian mit, nach einer Ministerialverfügung sei es den Mönchen verboten, kollektierend tätig zu werden, dies würde als strafbare Bettelei ausgelegt. Das Franziskanerkloster wurde im Mai aufgelöst.